# The Spirit that Guides Us
The Spirit that Guides Us (abrégé aussi : TSTGU) est un groupe néerlandais de punk hardcore. Le groupe, qui compte 5 albums studio, ne semble plus en activité depuis le début des années 2010.

## Histoire
À l'époque du premier album The Sand, the Barrier, les membres du groupe choisissent de rester anonymes dans les interviews et les communiqués de presse, et de ne pas mettre en avant un chanteur, car tout tourne autour du collectif et de la musique. Après la sortie de North and South en 2004,, ce choix n'est plus aussi frénétique et les membres du groupe sont reconnaissables sur les photos de presse, par exemple.
En 2002, la chanson Agnès (tirée du premier album) atteint la cinquième place dans la liste des chansons de l'année de VPRO. Les paroles de cette chanson sont basées sur l'histoire du film suédois Fucking Åmål. 
En avril 2006, l'album We Are Under Reconstruction Part 1. sort. Il se compose d'un mélange de nouvelles chansons, de morceaux live, de chansons remixées et d'un morceau bonus. Par exemple, Arjen van Wijk, qui est plus ou moins le chanteur habituel du groupe, chante maintenant aussi sur les chansons qui figuraient auparavant sur l'EP 24 Winters. Les morceaux sont  enregistrés au Flevo Festival, où le groupe se produit sur la scène principale en 2004. La chanson bonus The Vow to Change figurait auparavant sur l'EP Defence Mechanism et sur la version japonaise de l'album North and South. La suite de l'album, intitulée We Are Reconstruction Part 2, est un DVD live. Il sort au printemps 2007 chez Sally Forth Records. Le 19 septembre 2008, l'album Don't Shoot, Let Us Burn est publié par Sally Forth Records. L'album reprend là où 24 Winters s'arrête et est beaucoup plus solide que North and South.
Leur dernier album en date, Innocent Blood, sort en 2011. Avant la sortie de l'album, le groupe fait des dons aux organisations de défense des droits de l'homme.

## Style musical
Le groupe, dont les membres changent régulièrement, joue un mélange de punk hardcore et de rock indépendant, dans le style de Sunny Day Real Estate, At the Drive-In, Face Tomorrow et Deftones, en alternant des chants mélodiques et des cris. Le style musicalest donc parfois appelé screamo. Les membres du groupe sont principalement issus de l'écurie du label Sally Forth Records. 

## Discographie

### Albums studio
- 2001 : The Sand, the Barrier
- 2004 : North and South
- 2006 : We Are Under Reconstruction Part. 1
- 2008 : Don't Shoot, Let Us Burn
- 2011 : Innocent Blood

### EP
- 2001 : The Oslo Compact (split-EP avec Selfmindead)
- 2002 : 24 Winters
- 2004 : Defence Mechanism

### Vinyles
- 2000 : The Spirit That Guides Us (split avec The Lionheart Brothers)
- 2002 : 24 Winters

### DVD
- 2007 : We Are Under Reconstruction Part. 2